# Николай Пороженко
Николай Николаевич Пороженко (на руски: Николай Николаевич Пороженко) е руски офицер, поручик от Лейбгвардейски Финландски полк, участник в Руско-турската война (1877 – 1878) и битката при Горни Дъбник.

## Биография
Николай Пороженко е роден през 1854 г. в Петербургска губерния на Руската империя. Получава образование в Първо Павловско военно училище. Завършва на 19 години и започва през 1873 г. службата си като подпоручик в армейската пехота. Прикомандирован е през август 1874 г. като прапошчик в Лейбгвардейски Финландски полк. Участва с полка в Руско-турската война като адютант на 1-ви батальон. Загива на 12/24 октомври при атаката на Големия турски редут при Горни Дъбник.

## Гроб
След овладяването на турските редути, сутринта на 13 октомври значителни команди от полка са изпратени да съберат ранените и да копаят общ гроб за убитите. Някои от убитите войници са погребвани там където са намерени, предимно в края на гората и близо до рова на редута. За повечето нисши чинове е изкопана обща братска могила от южната страна на шосето Плевен – София и на изток от малкия редут. Редом с нея е изкопана такава и за офицерите. На 14 октомври в 6 часа вечерта там са погребани полковник Николай Ожаровски, подпоручик Николай Пороженко и подпоручик Александър Гагман. Църковния обред е изпълнен от свещеника на Лейбгвардейски Гродненски хусарски полк. На церемонията присъства и командирът на дивизията генерал-адютант граф Павел Шувалов. 

## Паметници
Паметта на Пороженко е почетена с два паметника в парк-музей „Генерал Н. В. Лавров“:
- Братска могила на офицерите генерал Василий Николаевич Лавров, полковници Елмар Прокопе, Николай Ожаровски, поручик Николай Пороженко, подпоручици Сергей Воробеев и Александър Гагман, 17 унтер офицери, 1 музикант и 80 нисши чина от Лейбгвардейски Финландски полк;
- Каменен обелиск с барелеф на поручик Пороженко до централната алея на парка.

## Галерия
- Детайл от паметника на Пороженко
- Барелеф на Пороженко в парка
- Входът на парк Лавров
- Гробът на Пороженко в братската могила
- Детайл от надписа на паметника